# 盧正雨
盧正雨（1983年9月23日—），男，湖南人，中国演员、导演。编剧。

## 生平
2009年，其編劇、導演兼演員的網絡系列喜劇《嘻哈四重奏》在優酷網推出，前四季共計40集播放量已突破2億，此後拍攝共5季。
2013年創作三部電影級微電影：《絕世高手》、《婚紗照》和《幽浮目擊者》。2013年在周星馳電影《西遊·降魔篇》擔任聯合編劇。
2016年在周星馳電影《美人魚》任執行導演、聯合編劇，及飾演廖先生一角。
2016年10月23日盧正雨攜郭采潔、孔連順等人在北京召開定檔發布會，其執導兼演員的電影《絕世高手》原本定檔2017年大年初一。後宣布改檔至2017年暑期。

## 編劇/導演/演員
- 2006年：莫小白的水怪日記 飾 莫小白
- 2009年：嘻哈四重奏第一季 飾 經理
- 2009年：嘻哈四重奏第二季 飾 經理
- 2012年：嘻哈四重奏第三季 飾 經理
- 2012年：嘻哈四重奏第四季 飾 經理
- 2013年：嘻哈四重奏第五季 飾 經理
- 2013年：嘻哈三部曲之婚紗照  飾 盧小魚
- 2013年：嘻哈三部曲之幽浮目擊者 飾 盧小魚
- 2013年：嘻哈三部曲之絕世高手 飾 盧小魚
- 2014年：大俠盧小魚 飾 盧小魚
- 2017年：絕世高手 飾 盧小魚

## 聯合編劇
- 2010年：《一只狗的大学时光》
- 2013年：《西遊·降魔篇》
- 2016年：《美人魚》

## 執行導演
- 2009年《嘻哈四重奏》
- 2010年：《一只狗的大学时光》
- 2016年：《美人魚》
- 2017年：《绝世高手》

## 電影
- 2013年：《西遊·降魔篇》 飾 大煞
- 2016年：《美人魚》 飾 廖先生
- 2017年：《絕世高手》 飾 盧小魚

## 综艺节目
- 2017年《王牌对王牌 (真人秀)》
- 2017年6月30日《暴走大事件》第20期

## 獲獎紀錄
- 2009年 中國“22影展”最牛網劇獎《嘻哈四重奏》 [5]
- 2013年 第二十屆 北京大學生電影節微電影精品大賽 最受大學生歡迎微電影《絕世高手》 [6]